# Mountain View (condado de Santa Clara)

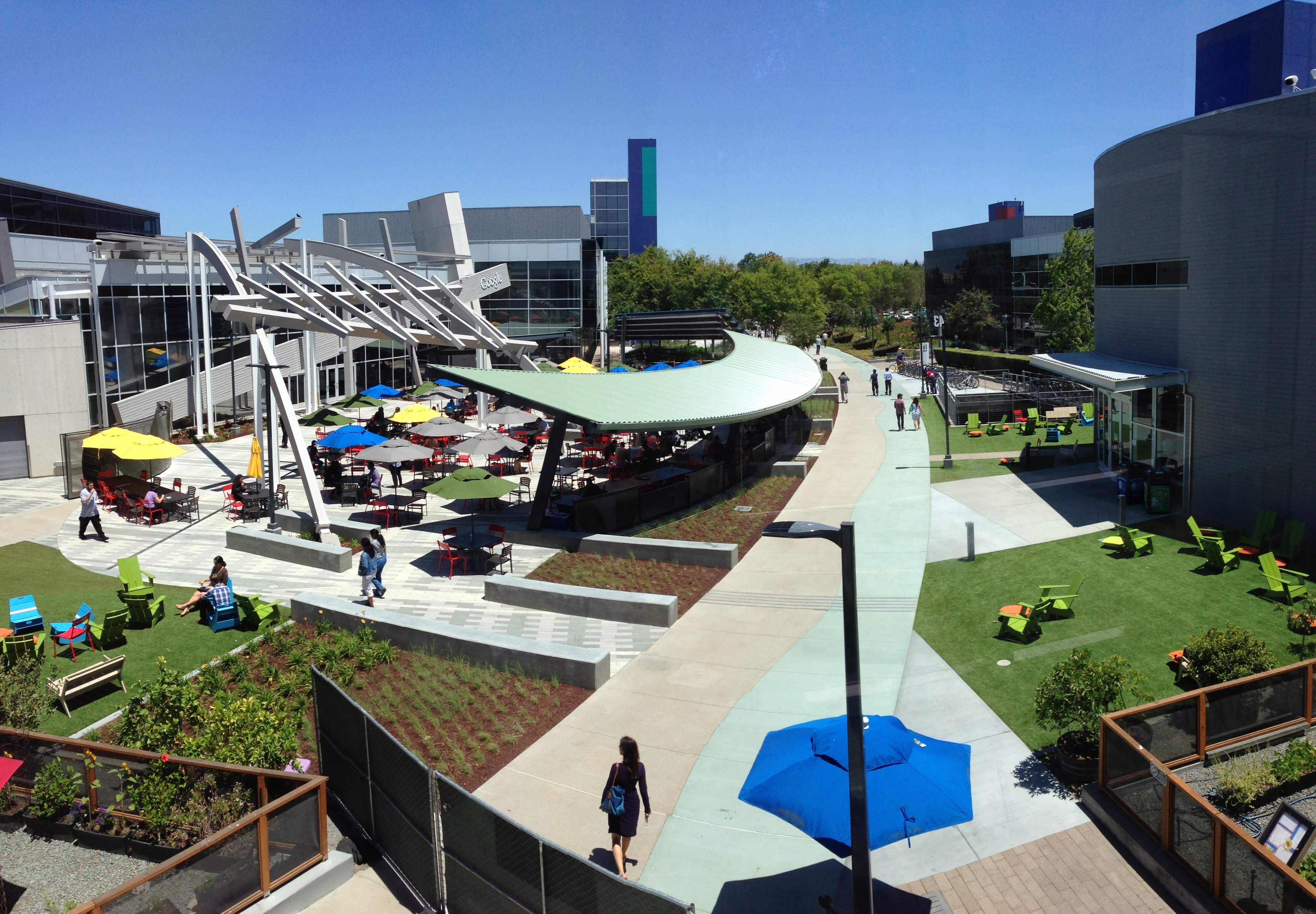
Campus corporativo Googleplex

Mountain View es una ciudad situada en el condado de Santa Clara, California, Estados Unidos. Tiene una población estimada, a mediados de 2023, de 81 785 habitantes.
El nombre de la ciudad deriva de las vistas de los montes Santa Cruz que desde allí se pueden apreciar.
Ubicada en el corazón de la región conocida como Silicon Valley, la ciudad es sede de varias corporaciones reconocidas a nivel nacional e internacional, así como de un importante número de empresas pequeñas.

## Geografía
Según la Oficina del Censo, la localidad tiene una superficie total de 31.69 km², de los cuales 30.97 km² corresponden a tierra firme y 0.72 km² están cubiertos de agua.
La ciudad está situada en el extremo norte de la Ruta Estatal 85, donde se une con la Ruta 101. La Ruta Estatal 82 sigue la ruta del histórico Camino Real a través de Mountain View.
Hacia el oeste están los Montes Santa Cruz y hacia el este el océano Pacífico. En la franja intermedia está el Valle de Santa Clara, donde se ubica la ciudad.

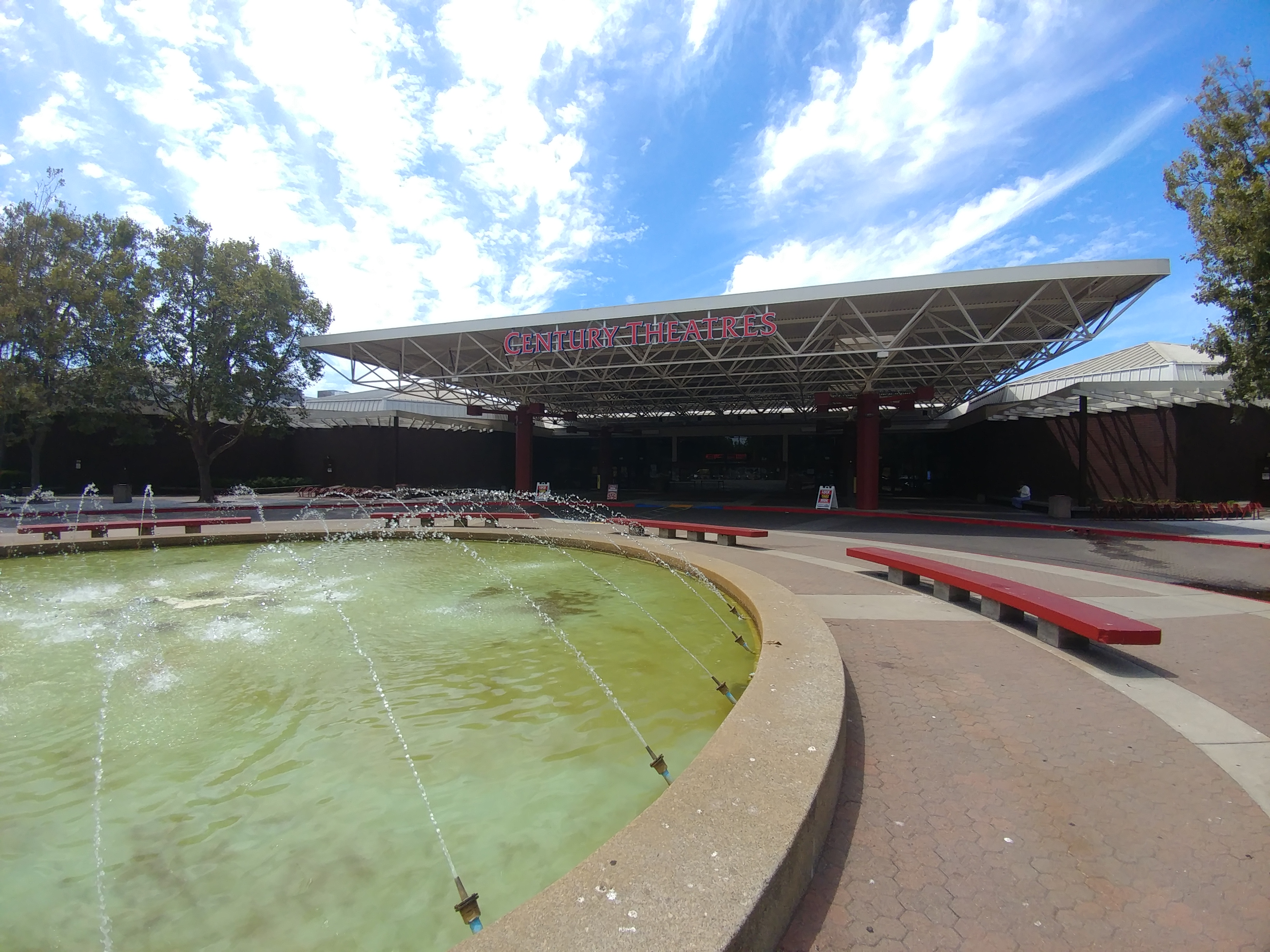
Century Cinema 16

La mayoría de Mountain View se compone de barrios residenciales. Los parques empresariales se encuentran principalmente en el barrio North Shoreline, al norte de la Ruta 101 y al este de la Ruta 85.

### Clima
Mountain View tiene un clima Mediterráneo con influencia oceánica (Köppen Csb: subtropical seco verano). Los veranos son cálidos y secos, mientras que los inviernos son frescos y húmedos. Sin embargo, tanto en verano como en invierno las temperaturas son generalmente moderadas, debido a su relativa proximidad al Pacífico.
| Parámetros climáticos promedio de Mountain View (California) | Parámetros climáticos promedio de Mountain View (California) | Parámetros climáticos promedio de Mountain View (California) | Parámetros climáticos promedio de Mountain View (California) | Parámetros climáticos promedio de Mountain View (California) | Parámetros climáticos promedio de Mountain View (California) | Parámetros climáticos promedio de Mountain View (California) | Parámetros climáticos promedio de Mountain View (California) | Parámetros climáticos promedio de Mountain View (California) | Parámetros climáticos promedio de Mountain View (California) | Parámetros climáticos promedio de Mountain View (California) | Parámetros climáticos promedio de Mountain View (California) | Parámetros climáticos promedio de Mountain View (California) | Parámetros climáticos promedio de Mountain View (California) |
| Mes                                                          | Ene.                                                         | Feb.                                                         | Mar.                                                         | Abr.                                                         | May.                                                         | Jun.                                                         | Jul.                                                         | Ago.                                                         | Sep.                                                         | Oct.                                                         | Nov.                                                         | Dic.                                                         | Anual                                                        |
| ------------------------------------------------------------ | ------------------------------------------------------------ | ------------------------------------------------------------ | ------------------------------------------------------------ | ------------------------------------------------------------ | ------------------------------------------------------------ | ------------------------------------------------------------ | ------------------------------------------------------------ | ------------------------------------------------------------ | ------------------------------------------------------------ | ------------------------------------------------------------ | ------------------------------------------------------------ | ------------------------------------------------------------ | ------------------------------------------------------------ |
| Temp. máx. abs. (°C)                                         | 23.9                                                         | 27.2                                                         | 27.8                                                         | 35.0                                                         | 38.8                                                         | 40.0                                                         | 40.0                                                         | 37.7                                                         | 40.0                                                         | 37.2                                                         | 30.0                                                         | 23.9                                                         | 40.0                                                         |
| Temp. máx. media (°C)                                        | 14.8                                                         | 16.6                                                         | 18.2                                                         | 20.4                                                         | 22.3                                                         | 24.6                                                         | 25.1                                                         | 25.2                                                         | 25.3                                                         | 23.0                                                         | 18.4                                                         | 14.9                                                         | 20.8                                                         |
| Temp. media (°C)                                             | 10.4                                                         | 12.0                                                         | 13.4                                                         | 15.0                                                         | 17.1                                                         | 19.1                                                         | 20.1                                                         | 20.2                                                         | 19.8                                                         | 17.6                                                         | 13.4                                                         | 10.5                                                         | 15.7                                                         |
| Temp. mín. media (°C)                                        | 6.1                                                          | 7.4                                                          | 8.5                                                          | 9.7                                                          | 11.8                                                         | 13.7                                                         | 15.1                                                         | 15.1                                                         | 14.3                                                         | 12.1                                                         | 8.5                                                          | 6.1                                                          | 10.7                                                         |
| Temp. mín. abs. (°C)                                         | −6.1                                                         | −2.8                                                         | −1.1                                                         | 0.0                                                          | 2.8                                                          | 6.1                                                          | 7.2                                                          | 7.8                                                          | 5.0                                                          | 0.0                                                          | −1.1                                                         | −5.0                                                         | −6.1                                                         |
| Precipitación total (mm)                                     | 71.1                                                         | 78.7                                                         | 58.4                                                         | 25.4                                                         | 12.7                                                         | 2.5                                                          | 0.0                                                          | 0.0                                                          | 5.1                                                          | 15.2                                                         | 40.6                                                         | 66.0                                                         | 373.4                                                        |
| Días de precipitaciones (≥ 1 mm)                             | 10.0                                                         | 10.5                                                         | 9.6                                                          | 5.2                                                          | 2.6                                                          | 0.7                                                          | 0.2                                                          | 0.2                                                          | 1.5                                                          | 4.1                                                          | 8.3                                                          | 11.1                                                         | 63.9                                                         |
| [cita requerida]                                             |                                                              |                                                              |                                                              |                                                              |                                                              |                                                              |                                                              |                                                              |                                                              |                                                              |                                                              |                                                              |                                                              |

## Empresas establecidas en la ciudad
En 2024 empresas como Google e Intuit tienen su sede en Mountain View. Otras compañías, como LinkedIn o Microsoft, tienen oficinas en la ciudad.

## Demografía
Según el censo de 2020, en ese momento la ciudad tenía una población de 82 376 habitantes. La densidad de población era de 2660 hab./km².
| Raza                   | Núm.   | Porc.   |
| ---------------------- | ------ | ------- |
| Blancos                | 34 895 | 42.36%  |
| Asiáticos              | 28 891 | 35.07%  |
| Afroamericanos         | 1227   | 1.49%   |
| Amerindios             | 667    | 0.81%   |
| Isleños del Pacífico   | 229    | 0.28%   |
| De otras razas         | 7086   | 8.60%   |
| De una mezcla de razas | 9381   | 11.39%  |
| Total                  | 82 376 | 100.00% |

Del total de la población, el 17.25% eran hispanos o latinos de cualquier raza.

## Ciudades hermanas
- Hasselt, Bélgica.
- Iwata, Japón.